# 约翰·埃卡留斯
约翰·格奥尔格·埃卡留斯（德語：Johann Georg Eccarius；1818年8月23日—1889年3月5日）是德国图林根的一位裁缝和工人运动活动家。
约翰·埃卡留斯曾是正义者同盟成员，1840年代侨居伦敦。1846年加入共產主義通讯委员会。1847年参加共產主義者同盟。1850年同盟分裂后，拥护马克思、恩格斯为首的中央委员会的多数派，同以维利希—沙佩尔为首的少数派进行斗争，并写著作捍卫马克思主义关于“不断革命”的理论和策略。1860年代参加建立第一国际的工作。1867年—1872年，任第一国际总书记。1860年代末，海牙大会后，开始放棄马克思主义，轉而支持工联主义，参加英国工联主义运动，并成为工联的改良派领袖。